# Bríet Bjarnhéðinsdóttir

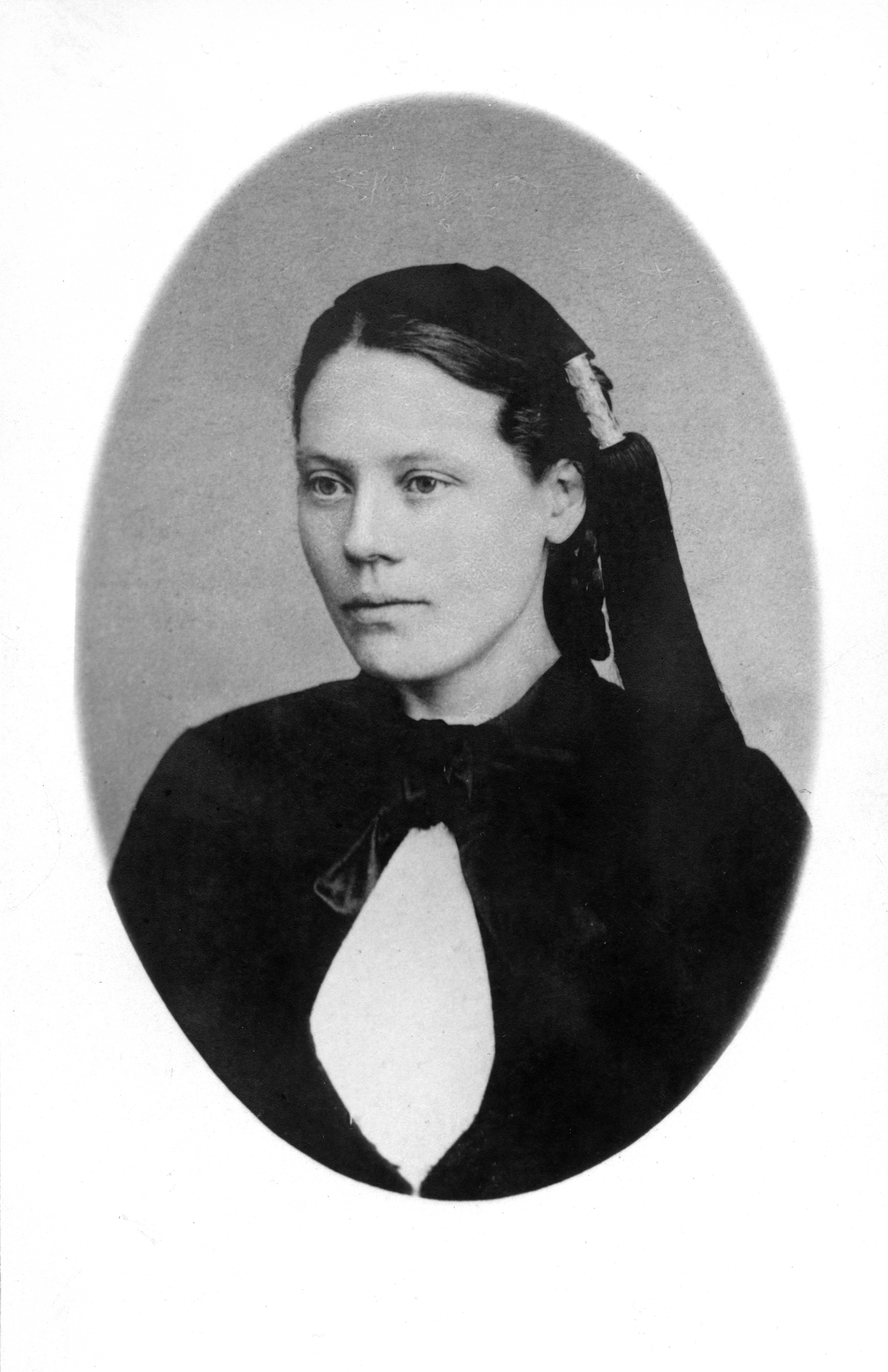
Bríet Bjarnhéðinsdóttir

Bríet Bjarnhéðinsdóttir (nascida em 27 de setembro de 1856 em  Haukagil no Vale Vatnsdalur — falecida em 16 de março de 1940 em Reiquiavique) foi uma ativista islandesa pelos direitos das mulheres, escritora, editora e professora. Ela foi eleita prefeita nas eleições municipais de Reiquiavique em 1908, e foi uma das primeiras mulheres a concorrer ao parlamento. Se uma nova lei de exclusão não tivesse sido aprovada, Bríet teria sido a primeira mulher eleita para o Parlamento da Islândia. Bríet era casada com Valdimar Ásmundsson, o editor da Fjallkonun (uma revista islandesa publicada de 1884 a 1911).
No Dia dos Direitos da Mulher, 19 de junho de 2011, sua memória foi formalmente homenageada pela cidade de Reiquiavique.

## Vida pessoal
Bríet era uma professora, formou-se em uma escola para mulheres em 1880 e começou a trabalhar em Reiquiavique a partir de 1887. A partir de 1885, ela escreveu vários artigos sobre os direitos das mulheres sob a assinatura AESA e, após se mudar para a capital, fez palestras sobre os direitos das mulheres. Em 1888, ela se casou com o editor liberal Valdimar Ásmundsson. Ela fundou uma sociedade feminina (1894), administrou uma revista feminina (1895–1926), foi cofundadora de uma sociedade de jornalistas (1897) e administrou uma revista infantil (1898–1903).

Em 1902 e 1904, Bríet visitou os Estados Unidos, Dinamarca, Noruega e Suécia, o que a alertou sobre o movimento internacional das mulheres. Em 1906, ela participou da Conferência Internacional do Sufrágio Feminino em Copenhagen, e foi incentivada pela americana Carrie Chapman Catt a fundar uma sociedade pelo sufrágio feminino na Islândia. Em 1907, ela fundou a primeira sociedade de sufrágio feminino na Islândia, Kvenréttindafélag Íslands, e serviu como sua presidente em 1907–1911 e 1912–1927. Bríet Bjarnhéðinsdóttir pertenceu ao primeiro grupo de mulheres a ser eleito para o conselho municipal de Reiquiavique onde serviu em 1908–1912 e 1914–1920. Em 1916, e novamente em 1926, ela concorreu sem sucesso ao Althingi, o Parlamento da Islândia.